# 北京天主教神哲学院
40°01′12″N 116°20′10″E / 40.019898°N 116.336201°E
北京天主教神哲学院，位于北京市海淀区双清路后八家村248号，是天主教北京教区的北京市天主教爱国会、北京市天主教教务委员会设立的天主教培育神职人员的大修院。

## 简介
1979年12月21日，傅铁山神父晋牧天主教北京教区主教。此后，傅铁山主教在1980年初在南堂西小院开办了已经中断了二十多年的备修院。1981年，该修道院迁到北京市海淀区西北旺，成立北京天主教神哲学院。1989年6月，该修道院迁至西什库教堂后院。1992年9月，该修道院迁至朝阳区平房乡平房教堂旧址。后来，经过傅铁山主教的努力，北京市人民政府拨款在海淀区双清路后八家村兴建了一座现代化的修道院。2001年9月，修道院迁入该址。该建筑由清华大学建筑学院沈三陵设计。
该院的宗旨是“荣主益人，服务人群”。

## 历任院长
院长
- 傅铁山主教（1981年—2007年）
- 李山主教（2007年—2010年）[5]
- 韩文生神父（2010年—2014年，2011年3月就任）[5][3][6]

常务副院长
- 王基志神父（1981年—1991年）[5]
- 赵树声神父（1991年—2001年）[5]
- 孙尚恩神父（2001年—2007年）[5]
- 杨宇神父（2007年—2010年）[5]
- 师惠敏神父（2011年—）[7][8][9][10]

副院长
- 甄雪斌神父（2001年—？）[5]
- 刘振田神父（？—？）[11]
- 王和平神父（2014年—2016年3月）

## 后八家天主堂
为了改变天主教在海淀区没有圣堂的情况，决定在修院开设新的堂区。2003年，成立了后八家圣弥额尔堂区，第一任本堂为培育团的侯天祥神父，这也是海淀区改革开放后第一所正式的天主教堂。
在最初的堂务会管理制度中规定：“北京天主教神哲学院圣弥额尔教堂是北京天主教神哲学院的一部分，神哲学院教堂主要是神哲学院神长，修道生，通过宗教礼仪生活为修生提供牧民实习的场所；同时也是为当地教友提供圣事服务的教堂。”
该堂区成立后的历任主任司铎为：
- 侯天祥神父（2003年—2004年12月）
- 郭四廷神父（2005年1月—2011年2月27日）
- 李建民神父（2011年2月28日—2011年11月26日）
- 曹伟神父（2011年11月27日—2015年7月，堂区负责神父）[12]
- 韩文生神父（2015年7月—2016年3月，堂区负责神父）
- 赵祥东神父（2016年3月—）[10]